# SN 2010hl
SN 2010hl – supernowa odkryta 2 września 2010 roku w galaktyce M+10-24-122. W momencie odkrycia miała maksymalną jasność 17,50m.